# ハリケーン・ハービー
ハリケーン・ハービー（英語: Hurricane Harvey）は、2017年8月にテキサス州とルイジアナ州に上陸し、壊滅的な洪水と多くの死者を出したカテゴリー4のハリケーン。
主にヒューストン都市圏とテキサス州南東部での凄まじい暴風雨が引き起こした洪水による損害1250億ドルは、2005年のハリケーン・カトリーナと並んで 史上最高額の被害を出した大西洋ハリケーンである。2005年のハリケーン・ウィルマ以来となる米国に上陸した大型ハリケーンで、本土上陸する大型ハリケーンの無かった12年間という記録が途絶えた。テキサス州東部と隣接海域をゆっくりと蛇行したため、4日間で多くの地域が1,000mm以上の雨量に襲われ、前例のない洪水が起こった。ネダーランド (テキサス州)では1,539mmという最高降雨量に達し、ハービーが米国史上最も雨を降らせた記録を持つ熱帯低気圧である。結果的に発生した洪水で数十万軒の家屋が浸水し、30,000人以上が住み家を失い、17,000人以上が救助を要した。
甚大な経済損失および被害に加えて、ハービーは最低でも107人（ガイアナ1人、米国106人）の確定死亡者が出た。大規模な被害が出たことで国際名Harveyはこの年限りで引退となり、以後はHaroldという国際名が使用されることとなった。

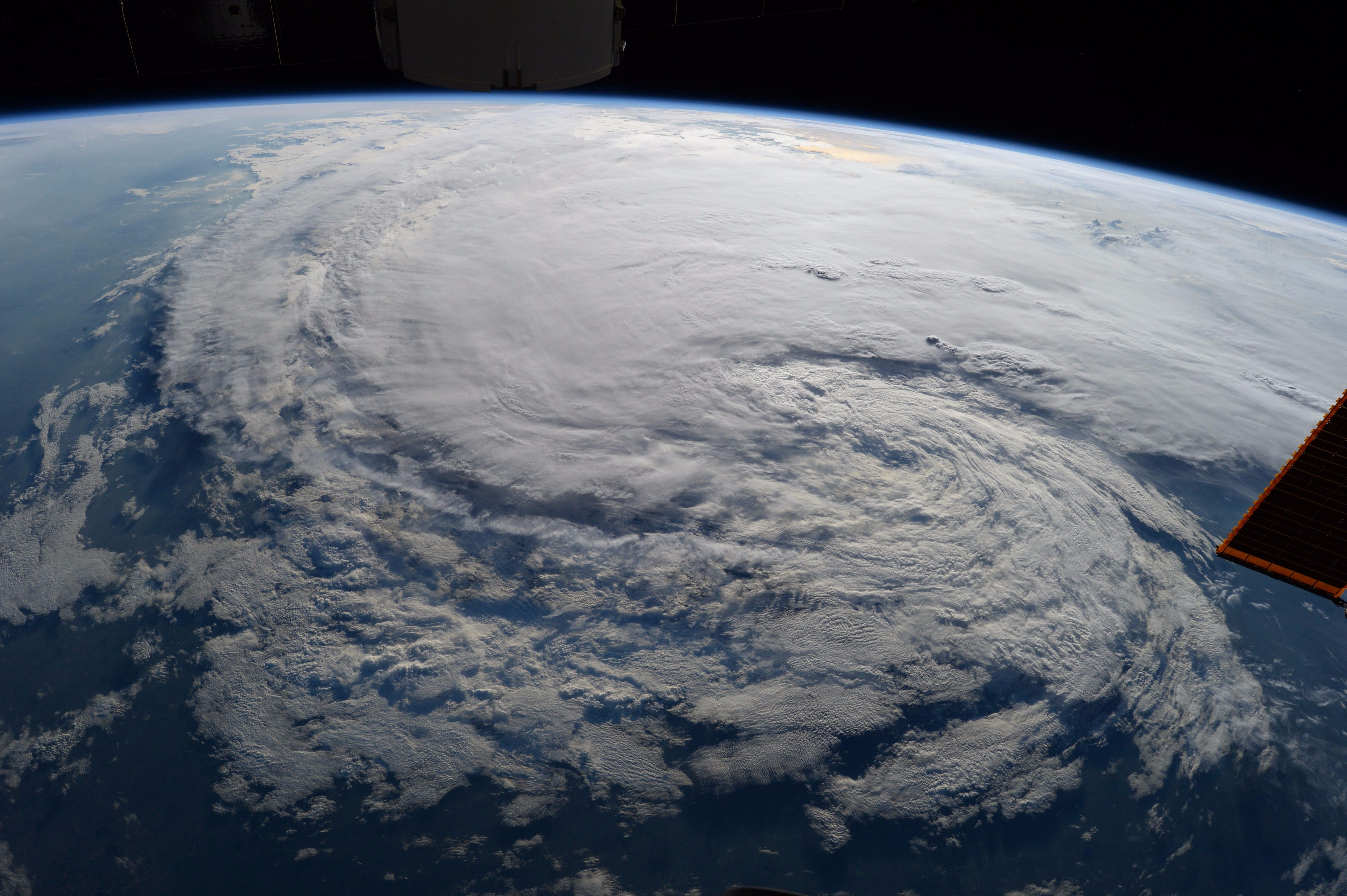
国際宇宙ステーションから撮影した、メキシコ湾岸沿いを進むハリケーン・ハービー。8月28日

## 発生から消滅まで
2017年で8番目に命名された嵐かつ3番目のハリケーンで、非常に活発な大型ハリケーンのハービーは、8月12日に小アンティル諸島東の熱帯波から発達して西進し、8月17日に熱帯低気圧の状態に至った。翌日、この嵐はウィンドワード諸島 (西インド諸島)を通過してバルバドスの南端に上陸、続いてセントビンセントにも上陸した。カリブ海域に入るとハービーは緩やかなウインドシアのため勢力を弱め、8月19日遅くコロンビア北部で熱帯波へと退化した。その名残の渦がカリブ海とユカタン半島を西北西に進むにつれて勢力を取り戻してきたため、8月23日にカンペチェ湾を越えて再発達する以前から監視が行われた。その後ハービーは8月24日に急速に増大し始めて熱帯低気圧に復元すると、その日遅くにハリケーンになった。夜に若干衰えを見せるも、北西に移動しながらハービーは翌日も勢力を拡大して間もなく大型ハリケーンとなり、その日遅くにカテゴリー4の強さに達した。
26日未明にハービーがサン・ホセ島 (テキサス州)に上陸した時、気圧は937hPa、風は215km/hだった。その後カテゴリー3の強さでホリデービーチに上陸すると、そこから勢力が急激に弱まり、海岸線付近で失速してハービーは熱帯低気圧まで落ち着いたが、テキサス州上空で前例のない量の豪雨を降らせた。8月28日、メキシコ湾に戻ったハービーは勢力を僅かに取り戻し、8月29日に5度目となるルイジアナ州への最後の上陸を果たした（当時の風速は75km/h）。ハービーは内陸を北東に進んですぐに勢力を弱め、9月1日に温帯低気圧になるとその2日後に消散した。

## 接近前の各国の対応

### カリブ海諸国及びラテンアメリカ諸国

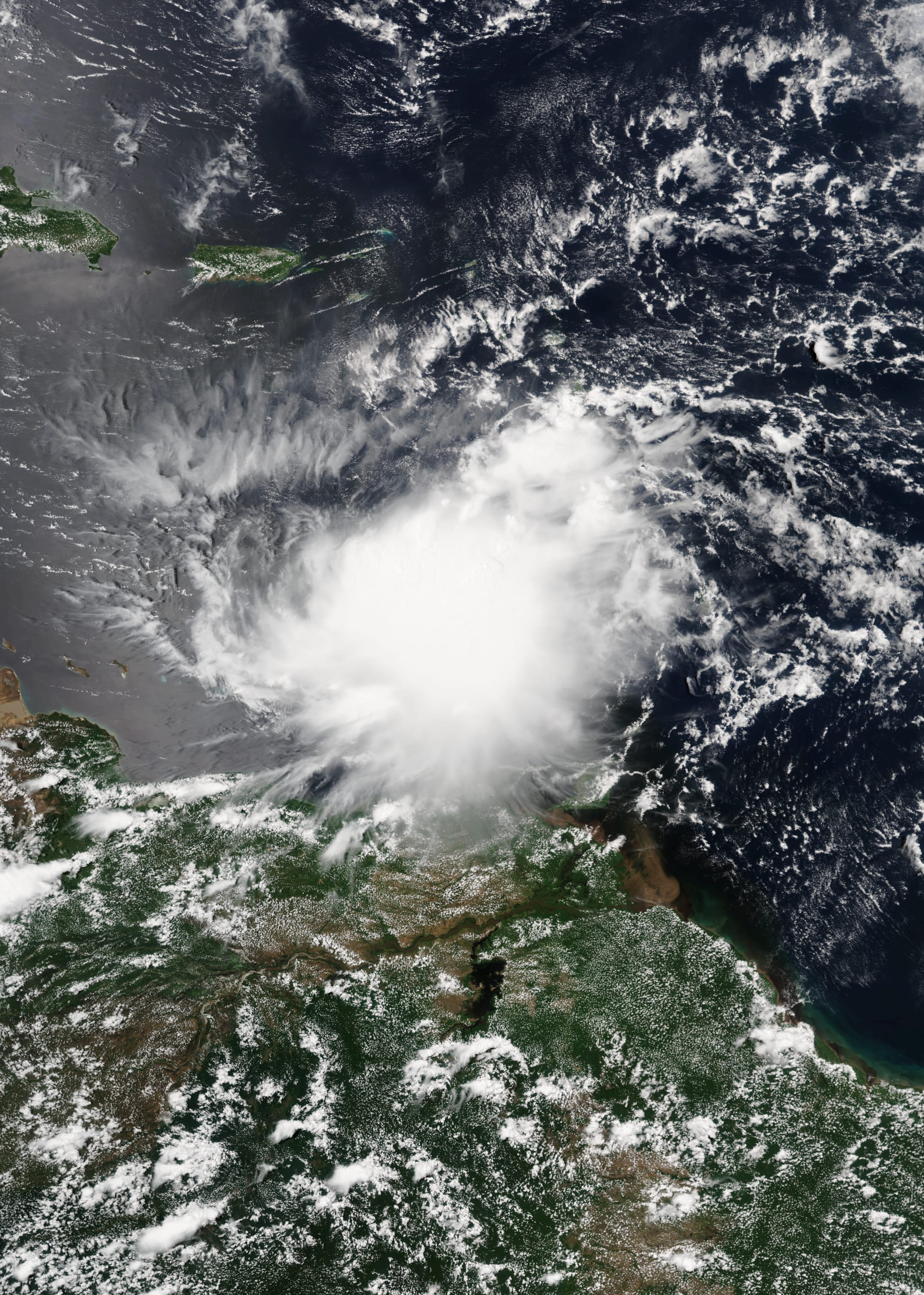
東カリブ海にある熱帯低気圧のハービー。8月18日

ハービーが発達する約6時間前の8月17日15時(UTC)にウィンドワード諸島に熱帯低気圧警報及び注意報が発表された。当時はバルバドス、マルティニーク、セントルシア、セントビンセント・グレナディーンに警報が、ドミニカ国に注意報が出されていた。
ハービーはカリブ海を西進し続け、警報・注意報は8月18日の終わりにすべて解除された。
ホンジュラスではアトランティダ県、イスラス・デ・ラ・バイア県、コロン県、コルテス県、グラシアス・ア・ディオス県、オランチョ県、ヨロ県にグリーンアラートが発表され、沿岸部では200mmが、内陸部では70-80mmの降水量が予想された。
メキシコではハービーが接近するとカンペチェ州の民間防衛長官がブルーアラートを発表し、最低限警戒するよう呼びかけた。
8月23日15時(UTC)頃にハービーが再発達し始めると、メキシコ連邦政府は熱帯性暴風注意報をタマウリパス州（ボカ・デ・カタンからリオ・グランデ川の範囲）に発表した。これは脅威とならないと判断される8月25日21時(UTC)まで有効であった。

### アメリカ合衆国
アメリカ連邦緊急事態管理庁（FEMA）はアメリカ沿岸警備隊、アメリカ合衆国税関・国境警備局、アメリカ合衆国移民・税関執行機関と連携し、ハービーに対する対応に備えた。政府機関はテキサス州オースティンとルイジアナ州バトンルージュの緊急拠点に災害対応チームを待機させた。

#### テキサス州
8月23日15時(UTC)に国立ハリケーンセンターがハービーの注意勧告を発表するとテキサス州のポート・マンズフィールドからリオ・グランデ川河口及びサン・ルイス・パスからハイ・ランドの範囲に熱帯性暴風注意報が発表された。
8月24日9時(UTC)にはポート・マンズフィールドからマタゴルダにハリケーン警報が、マタゴルダからハイ・ランドに熱帯性暴風警報が、リオ・グランデ川河口からポート・マンズフィールドに熱帯性暴風警報及びハリケーン注意報が発表・更新された。
ハリケーンが上陸すると、影響を受けると予想される地域に著しい暴風の警報（風速185 - 235km/h）が発表された。アランサス郡・カルフーン郡・ニュエセス郡・レフュリオ郡・サンパトリシオ郡の一部地域が含まれている。
ハービーが内陸部に進み、8月26日15時(UTC)にハリケーン警報が一時解除されると、翌日の9時までに熱帯低気圧警報がポート・オコナーからサージェントの範囲に発表された。ハービーがメキシコ湾に南下した8月28日15時時点の熱帯低気圧警報はハイ・ランド以北のテキサス州のメキシコ湾岸全域に発表されていた。
8月23日にテキサス州知事グレッグ・アボットが30郡に緊急事態宣言を行い、ブラゾリア郡・カルフーン郡・ジャクソン郡・レフュリオ郡・サンパトリシオ郡・ビクトリア郡・マタゴルダ郡の一部地域では強制的に避難が行われた 。8月26日には緊急事態宣言の対象地域に20郡が加えられた。

#### ルイジアナ州
ルイジアナ州知事ジョン・ベル・エドワーズは非常事態を宣言し、キャメロン郡の都市キャメロン・クレオール・グランド・チェニア・ハックベリー・ホリー・ビーチ・ジョンソン・バヨーでは避難指示が出された。ルイジアナ州道14号の南に位置するバーミリオン郡では避難するよう勧告された。
ルイジアナ州国立警備隊は50万の土嚢と洪水時に備えボートなどが用意された。しかし、ニューオーリンズではウォーターポンプ120機のうち15機が稼働しておらず、大雨が処理できないという懸念があった。8月29日は公立学校のほか、大学や医学校6校が休校となった。
ハービーが8月28日にメキシコ湾に南下した当時、テキサス州メスキート湾からハイ・ランドに発表されていた熱帯性暴風警報は15時にキャメロンまでに拡大、ルイジアナ州もキャメロンからイントラ・コースタルシティにかけて熱帯性暴風注意報が発表された。
| 日付    | 時間（UTC） | 警報・注意報           | 地域                                                                         |
| ------- | ----------- | ---------------------- | ---------------------------------------------------------------------------- |
| 8月17日 | 15:00       | 熱帯性暴風注意報       | ドミニカ国                                                                   |
| 8月17日 | 15:00       | 熱帯性暴風警報         | マルティニーク島・セントルシア・バルバドス・セントビンセント・グレナディーン |
| 8月18日 | 12:00       | 熱帯性暴風警報解除     | バルバドス                                                                   |
| 8月18日 | 18:00       | 全ての警報・注意報解除 | 全ての地域                                                                   |
| 8月23日 | 15:00       | 熱帯性暴風注意報       | リオ・グランデ川河口からポートマンズフィールド（テキサス州）                 |
| 8月23日 | 15:00       | 熱帯性暴風注意報       | サン・ルイス・パスからハイ・ランド（テキサス州）                             |
| 8月23日 | 15:00       | 熱帯性暴風注意報       | ボカ・デ・カタンからリオ・グランデ川河口（メキシコ）                         |
| 8月23日 | 15:00       | ハリケーン注意報       | ポートマンズフィールドからサン・ルイス・パス（テキサス州）                   |
| 8月24日 | 09:00       | 熱帯性暴風警報         | ポートマンズフィールドからリオ・グランデ川河口（テキサス州）                 |
| 8月24日 | 09:00       | ハリケーン注意報       | リオ・グランデ川河口からポートマンズフィールド（テキサス州）                 |
| 8月24日 | 09:00       | 熱帯性暴風注意報解除   | サン・ルイス・パスからハイ・ランド（テキサス州）                             |
| 8月24日 | 09:00       | 熱帯性暴風警報         | マタゴルダからハイ・ランド（テキサス州）                                     |
| 8月24日 | 09:00       | ハリケーン警報         | ポートマンズフィールドからマタゴルダ（テキサス州）                           |
| 8月24日 | 21:00       | 熱帯性暴風警報         | サージェントからハイ・ランド（テキサス州）                                   |
| 8月24日 | 21:00       | ハリケーン警報         | ポートマンズフィールドからサージェント（テキサス州）                         |
| 8月25日 | 15:00       | 熱帯性暴風警報         | リオ・グランデ川河口からポートマンズフィールド（テキサス州）                 |
| 8月25日 | 21:00       | 熱帯性暴風注意報解除   | 全ての地域                                                                   |
| 8月25日 | 21:00       | 熱帯性暴風警報解除     | リオ・グランデ川河口からポートマンズフィールド（テキサス州）                 |
| 8月26日 | 09:00       | 熱帯性暴風警報         | ポート・オコナーからハイ・ランド（テキサス州）                               |
| 8月26日 | 09:00       | ハリケーン警報解除     | ポートマンズフィールドからサージェント（テキサス州）                         |
| 8月26日 | 15:00       | 熱帯性暴風警報         | バフィン・ベイからハイ・ランド（テキサス州）                                 |
| 8月26日 | 15:00       | ハリケーン警報解除     | 全ての地域                                                                   |
| 8月27日 | 03:00       | 熱帯性暴風警報         | バフィン・ベイからサージェント（テキサス州）                                 |
| 8月27日 | 09:00       | 熱帯性暴風警報         | ポート・オコナーからサージェント（テキサス州）                               |
| 8月27日 | 21:00       | 熱帯性暴風注意報       | サージェントからサン・ルイス・パス（テキサス州）                             |
| 8月28日 | 03:00       | 熱帯性暴風注意報解除   | 全ての地域                                                                   |
| 8月28日 | 03:00       | 熱帯性暴風警報解除     | ポート・オコナーからサージェント（テキサス州）                               |
| 8月28日 | 03:00       | 熱帯性暴風警報         | メスキート・ベイからハイ・ランド（テキサス州）                               |
| 8月28日 | 15:00       | 熱帯性暴風注意報       | キャメロンからイントラコースタルシティ（ルイジアナ州）                       |
| 8月28日 | 15:00       | 熱帯性暴風警報         | メスキート・ベイ（テキサス州）からキャメロン（ルイジアナ州）                 |
| 8月28日 | 21:00       | 熱帯性暴風注意報解除   | 全ての地域                                                                   |
| 8月28日 | 21:00       | 熱帯性暴風警報         | メスキート・ベイ（テキサス州）からイントラコースタルシティ（ルイジアナ州）   |
| 8月29日 | 15:00       | 熱帯性暴風注意報       | モルガンシティからグランド島（ルイジアナ州）                                 |
| 8月29日 | 15:00       | 熱帯性暴風注意報解除   | メスキート・ベイ（テキサス州）からイントラコースタルシティ（ルイジアナ州）   |
| 8月29日 | 15:00       | 熱帯性暴風警報         | ポート・オコナー（テキサス州）からモルガンシティ（ルイジアナ州）             |
| 8月30日 | 03:00       | 熱帯性暴風注意報解除   | 全ての地域                                                                   |
| 8月30日 | 03:00       | 熱帯性暴風警報解除     | ポート・オコナー（テキサス州）からモルガンシティ（ルイジアナ州）             |
| 8月30日 | 03:00       | 熱帯性暴風警報         | フリーポート（テキサス州）からグランド島（ルイジアナ州）                     |
| 8月30日 | 09:00       | 熱帯性暴風警報         | ハイ・ランド（テキサス州）からグランド島（ルイジアナ州）                     |
| 8月30日 | 12:00       | 熱帯性暴風警報         | フリーポート（テキサス州）からグランド島（ルイジアナ州）                     |
| 8月30日 | 18:00       | 熱帯性暴風警報         | サビヌ峠からグランド島（ルイジアナ州）                                       |
| 8月31日 | 00:00       | 熱帯性暴風警報解除     | 全ての地域                                                                   |

## 被害

### カリブ海・ラテンアメリカ諸国
バルバドスでは停電が発生し、その大半はクライスト・チャーチ、セント・ジョセフ、セント・ルーシー、セント・マイケル教区で発生している。浸水が発生し、1棟が流され、住人が避難する事態となった。セント・アンドリューとセント・ジョセフの橋も破壊された。スパイツタウンの燃料貯蔵庫が浸水し、暴風は教会をも襲った。
セントビンセント・グレナディーンでは9棟が浸水、4人が負傷する被害となった。また、倒木により学校が破壊されている。ポート・エリザベスでは、企業関係の建物15棟以上が浸水被害を受けた。避難所には15人が避難していた。
スリナムでは首都パラマリボでは大統領官邸含む3棟の屋根に、トラリカホテル・カジノでも被害が見られた。コメウィヌ地方とワニカ地方では、合わせて4棟が屋根に被害が見られた。
ガイアナでは社会情勢省の建物が倒木により被害に遭ったほか、ジャワラ(Jawalla)では議会・保育園・公立学校などの公共建物に被害、また11棟の家屋と店が破壊された。圧死で1人が死亡している。

### アメリカ合衆国

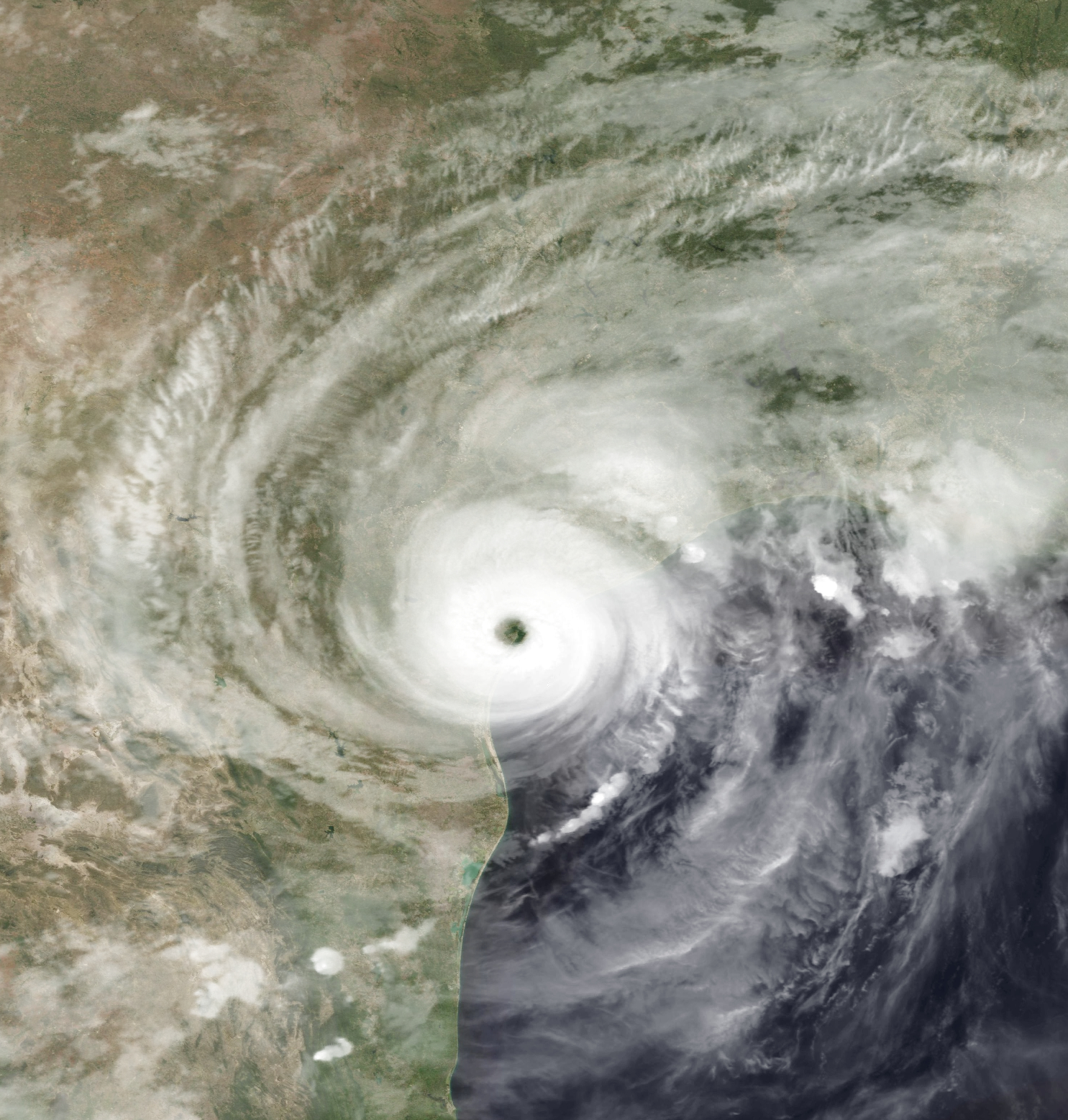
テキサス州に上陸したハービーの衛星写真。8月26日

ハービーの広範囲かつ壊滅的な被害はアメリカの歴史に残る被害額の大きい自然災害の一つとなった。テキサス州だけでも30万棟の建物と50万台の車両が被害・破壊された。アメリカ海洋大気庁は被害額を900億ドルから1600億ドルの間の1250億ドルと推定した。全米洪水保険制度の未参加率の高い地域の洪水が被害総額の大きな幅の原因となっている。
被害額としては2005年のハリケーン・カトリーナと並んでいるとしているが、2005年以降のインフレを考慮して2番目としている。
全土では暴風雨に起因する死者が107人となっている。内訳は、テキサス州103人、アーカンソー州2人、テネシー州・ケンタッキー州各1人である。テキサス州の死者103人のうち68人がハリケーン・ハービーによる直接死で、州としては1919年以来最も多い数である。

### テキサス州

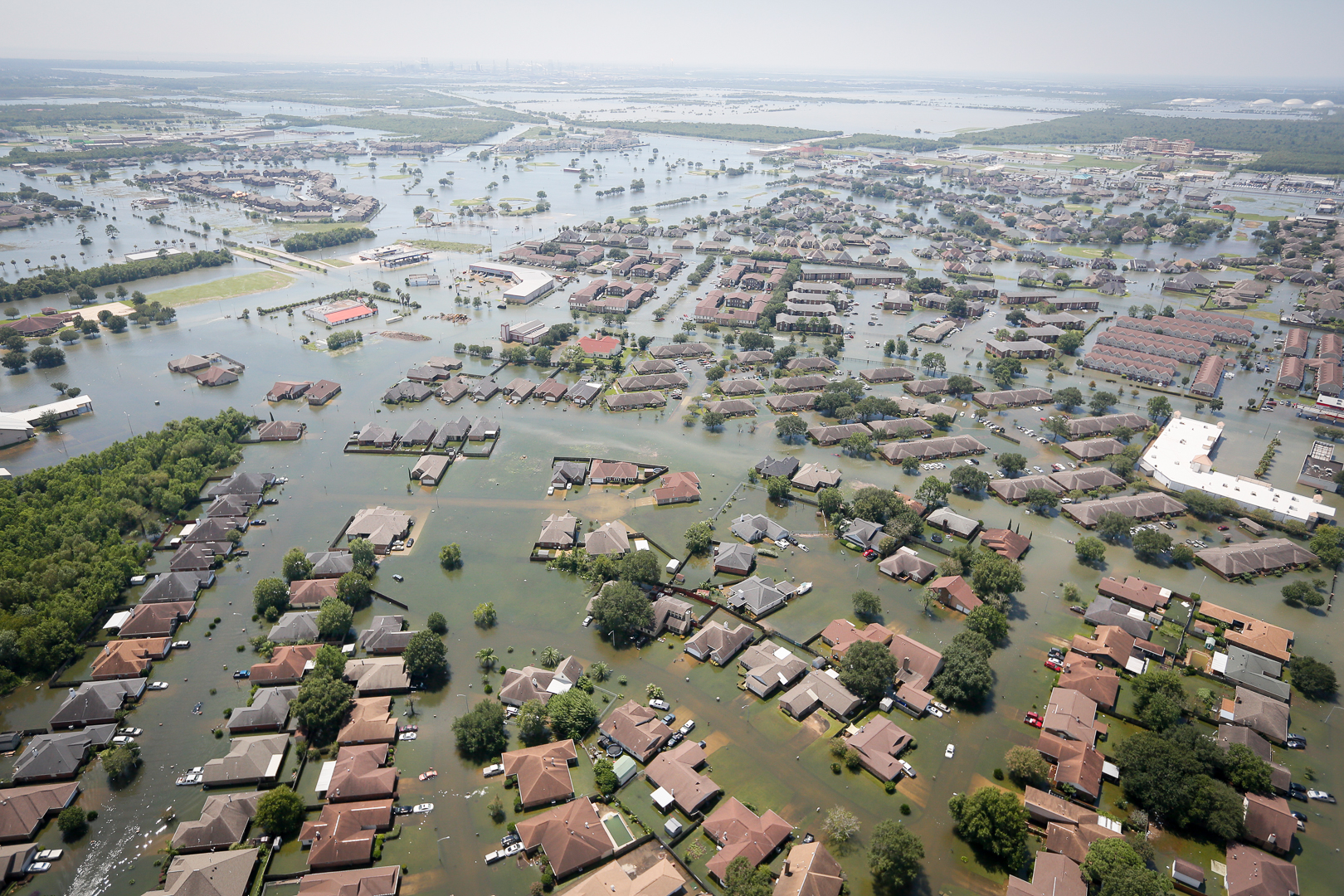
ポートアーサー (テキサス州)での洪水。8月31日

テキサス州全域では33万6000人が停電の影響を受け、10万人が救助を必要としていた。死者は直接死（洪水含む）68人、間接死35人の103人であった。8月29日までに1万3000人が他州・他国を超える形で救助され、3万人が移住した。
製油業では石油・ガスの生産力の20%以上が影響を受け、メキシコ湾岸・テキサス州地域ではこれによる打撃を受けた。
月曜日にはハービー接近のために製油所が閉鎖され、燃料不足を招き、ガソリンを求める自動車運転者が長蛇の列を作り、テキサス州のガソリンスタンドが相次いで閉鎖された。
物的被害として、4万8700棟の住宅がハービーの影響を受けた。1000棟以上が全壊、1万7000棟が大きな被害、3万2000棟が軽微な被害となった。また、約700の企業も被害を受けた。
テキサス州治安局は18万5000棟が被害、9000棟が全壊・半壊と述べた。
ハリケーンが影響して野生のアトウォーター・プレイリー・チキンの個体数が10頭以下に減少させた可能性がある
上陸時はカテゴリー4のハリケーンに発達しており、ハービーはアランサス郡全域に著しい被害を与えた。ポート・アランサスで最大瞬間風速212km/hを観測した。
ロックポート市のロックポート・フルトン高校は被害を生じ、体育館では壁が何枚か剥がれた。
フェアフィールド・イン市内では著しい影響を受け、火災が発生したが、荒天で消火ができず1人が死亡した。8月28日時点でアランサス郡の行方不明者はロックポートの9人を含んだ30-40人となっている。
ポート・アランサスでは大半の建物が被害を受けた。観測された降水量は8月26日午後のコープス・クリスティー都市圏で510mm以上となっている。

#### ヒューストン都市圏の洪水

ネダーランド (テキサス州)の降水量

ヒューストン都市圏では大半の地域で総降水量760ミリを観測し、最多雨量はネダーランドの1539ミリの記録的雨量となった。これは1978年の熱帯低気圧・アメリアの降水量を上回る値である。
ヒューストンの州立気象サービス局では8月26日に370ミリ、8月27日に408ミリと、過去最高の1日雨量を観測した。
ヒューストン地域では、8月26日の夜から数回洪水が発生した。ヒューストン南部のパーランドでは90分に252ミリの雨量が報告された。8月の月間降水量は993ミリとなり、1892年に観測が始まって以来、2001年6月の雨量488ミリの倍以上で、ヒューストン過去最高となった。
高潮は最大でポートラバカの183センチとなった。上陸直後に極端に衰えていないのは洪水域が水蒸気の供給源になっているためと考えられている。
空の便では欠航によりジョージ・ブッシュ・インターコンチネンタル空港の704人とウィリアム・P・ホビー空港の123人が被害を受けた。空港はどちらも閉鎖された。
竜巻もいくつか発生し、うち1つがシエナ・プランテーションで数十棟に被害を与えた。8月29日時点ではヒューストン地域の洪水で14人が死亡している。うち6人は車で走っていた橋が洪水で流された。逃げ遅れて溺死した人も確認された。
ハリス郡では25-30%が水没（1150平方キロメートル）したと推定されている。ベイシティでは最大3メートルの浸水の危険性があるとして、全員が強制的に避難するよう命じられた。洪水は8月28日13時頃にアクセスが遮断されると予想された。
8月28日にはコンローで避難が行われ、8月29日朝はブラゾリア郡のコロンビア湖に沿う堤防が決壊し、早急に避難が求められた。
8月28日、アメリカ陸軍工兵司令部はバッファロー・バイユー流域のアデイックス貯水池(Addicks)とバーカー貯水池(Barker)から水を放出させ、水位の状況を管理しようとしていた。放出が開始された当時は貯水池が1時間に15センチ以上水位が上昇していた。関係者は堤防決壊の恐れがあるとして避難を呼びかけた。水を放出させる試みが行われたものの、アデイックス貯水池は8月29日朝にはん濫した。
NASAのジョンソン宇宙センターは9月5日まで閉鎖された（重要な役割がある管制センターや従業員はそのまま泊まっている）。

#### テキサス州東部（ボーモント・ポートアーサー都市圏）

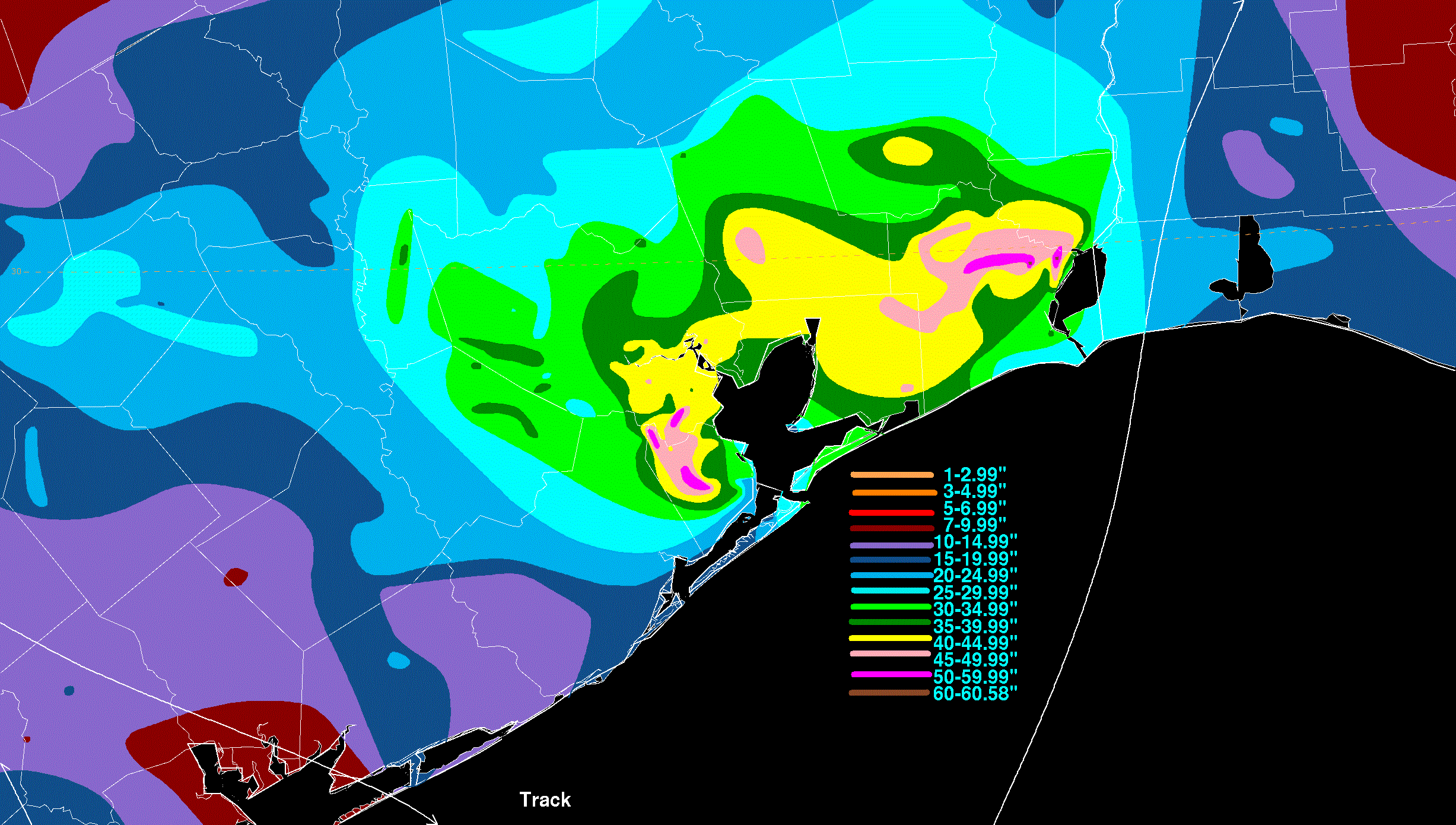
ハリケーンによるテキサス州南東部のヒューストン・ボーモント都市圏の降雨量地図。青色部分は380mm超、黄色部分は1000mm超の累積降水量を示す。

ボーモント・ポートアーサー都市圏ではボーモントで総降水量827ミリを観測した。大雨はネチズ川の水位上昇の原因となり、給水源が失われた。
ヒューストン地域北部・東部の洪水により、リバティー郡・ジェファーソン郡・タイラー郡の一部で強制的に避難が行われ、ジャスパー郡とニュートン郡は自主的に避難が行われた。車外に出た女性が死亡している。
ポートアーサーの市長はポートアーサーのほぼ全域が浸水したと述べた。数百人の移住者がロバート・A・ボブ・ボウワーズ市民センターに避難したが、浸水し始めると再度避難した。ジェファーソン郡では少なくとも数百棟が浸水している。

### ルイジアナ州

3度目の米国上陸をしたルイジアナ州上空のハービー、赤外線衛星映像。8月30日

大雨はルイジアナ州でも観測され、アイオワ (ルイジアナ州)で378ミリの総降水量を観測している。レイクチャールズの町では浸水高が1.2メートルに達し、家屋が浸水し、数百人が避難せざるを得ない状況に陥った。
ルイジアナ州全体で見ると、8月28日までに約500人が救助され、約200人が家から救助され、ルイジアナ州南西部の避難所へ269人が避難した。EF2の竜巻が発生し、エヴァンジライン (ルイジアナ州)では1棟全壊を含め4棟、フェンスやオートバイ、ピックアップトラックに被害が及び、電柱は3個が倒れた。

### 他州
アーカンソー州では冠水した道路による事故が2件発生した。アラバマ州リフォーム (アラバマ州)近辺では竜巻が発生し2棟とアラバマ州道17号沿いの納屋に物的被害と負傷者4人の人的被害が生じた。ラマー郡のケネディ付近で生じた竜巻は屋根や木に被害を与えた。
テネシー州メンフィスでは1万9000人が停電の影響を受け、冠水した道路も見られた。間接死が1人確認されており、荒天に起因する州間高速道路40号線で発生した事故によるものだった。ナッシュビルでは道路が冠水し、マンションを浸水させ、13人が避難する事態となったのを含め、浸水が原因で50人が避難した。
ケンタッキー州では1人が荒天に起因する事故で死亡している。

### エネルギー生産に対する影響
メキシコ湾では毎日生産される175万バレルの石油がハービーの影響で21%（378,633）減少した。テキサス州鉄道委員会は、オイルシェールとシェールガスに富んだイーグル・フォード・グループ(Eagle Ford Group)では生産量が30-50万バレル程度減少したと推定している。
エクソン・モービルの製油所2箇所が暴風雨や有害物質により閉鎖を迫られた。バーリントン・リソース・オイル・ガス所有の2箇所の石油貯蔵タンクがデウィット郡に3万ガロンの原油と8500ガロンの汚水が流出する事故が発生した。
8月30日にアルケマの最高経営責任者はテキサス州クロスビーの化学工場1棟が爆発・火災が生じる危険性があると述べ、2.4キロ周辺の住民が避難した。8月31日2時頃、2回の爆発が発生し、21人が病院へ搬送された。
製油所が停止するとレイバー・デーの前後ということもあり、全国的にガスの価格が高くなったが、車両開発技術の向上もあり、ハリケーン・カトリーナほど顕著では無かったとはいえ 、ガス価格はここ2年で最高値であった。

### スポーツ
アメリカンフットボール
NFLは2017年シーズンの開幕を翌週に控えた時期で、8月31日のプレシーズン最終第4週には、ヒューストン・テキサンズとダラス・カウボーイズの試合がテキサンズの本拠地NRGスタジアムで開催予定だった。リーグは28日にいったん、洪水のため開催地をカウボーイズ本拠地アーリントンのAT&Tスタジアムに変更すると発表した。しかし30日、リーグはこの試合の中止を発表した。テキサンズは中止の理由として、チームの人間が避難中の家族と再会できるようにするのを優先したと説明している。
カレッジフットボールでは2013年以降、全米大学体育協会（NCAA）ディビジョンIフットボール・ボウル・サブディビジョンのレギュラーシーズン開幕戦として、NRGスタジアムで "テキサス・キックオフ" と銘打たれた試合が行われていた。2017年は9月2日にLSUタイガース（ルイジアナ州立大学）とBYUクーガーズ（ブリガムヤング大学）が対戦予定だったが、開催地はルイジアナ州ニューオーリンズのメルセデス・ベンツ・スーパードームに変更された。
野球
メジャーリーグベースボール（MLB）は、2017年のレギュラーシーズン終了まで残り約1か月という時期だった。8月29日から31日にかけて、ヒューストン・アストロズとテキサス・レンジャーズの3連戦がアストロズの本拠地ミニッツメイド・パークで予定されていたが、会場はセントピーターズバーグ (フロリダ州)のトロピカーナ・フィールドに変更された。この3連戦を終えたあとアストロズはヒューストンに戻り、9月1日からの対ニューヨーク・メッツ3連戦初戦を翌2日のダブルヘッダーに変更したうえで、本拠地での試合開催を再開した。この2日から、アストロズのユニフォームには球団ロゴと STRONG （強くあれ）という単語があしらわれたパッチがつけられた。アストロズは勝ち進んでポストシーズン進出を果たし、ついにはワールドシリーズ優勝を果たした。
サッカー
男子のメジャーリーグサッカー（MLS）では、2017年シーズン第27節の8月26日に、ヒューストン・ダイナモとスポルティング・カンザスシティの試合がダイナモの本拠地BBVAコンパス・スタジアムで開催予定だった。この試合は開催日を10月11日に順延して、会場は変更せずに行われた。ダイナモとMLSはアメリカ赤十字社のハリケーン被害者救済基金に50万ドルずつを寄付した。
女子のナショナル・ウーマンズ・サッカーリーグでは8月27日、ヒューストン・ダッシュとノースカロライナ・カレッジの試合がBBVAコンパス・スタジアムで組まれていた。この試合は1か月後の9月27日に順延され、会場も同じテキサス州内のエディンバーグにあるH-E-Bパークに移された。また、9月3日のダッシュとシアトル・レインFCの試合は、開催日こそ変更されなかったものの、会場をやはりテキサス州内のフリスコにあるトヨタ・スタジアムへ変更した。
高校スポーツ
ケンタッキー州では9月1日にハービーによる大雨が予想され、それに合わせてスポーツ大会の延期・再調整が行われた。州の高校50校以上が木曜日から土曜日のいずれかに予定されていた試合を延期した。

## 余波

### テキサス州
ヒューストン市長は8月29日0時から5時（現地時間）まで夜間外出禁止令を発表した。理由として略奪などの犯罪を挙げている。
8月29日にトランプ大統領とメラニア・トランプ、ジョン・コルニンとテッド・クルーズ上院議員がコーパス・クリスティー都市圏で被害を受けている。8月31日にトランプ大統領はハリケーンによる被害復旧のため、連邦政府に59億5000万ドルの資金要請をした。大部分はアメリカ合衆国連邦緊急事態管理庁に届く予定である。
テキサス州知事グレッグ・アボットは暴風雨や洪水による壊滅的な被害を受け、捜索・救助・復旧活動のためテキサス州兵を現地派遣、他州兵も支援活動を行っている。アメリカ移民・税関執行機関は救援活動支援のために全国から約150人を派遣した。
8月31日までに約3万2000人が州の避難所で生活している。最大の避難所ジョージ・R・ブラウン会議センターは収容可能の8000人が避難してきている。NRGセンターはこれを受け、公共の避難所として開設した。アメリカ合衆国連邦緊急事態管理庁に災害援助活動のため登録された人は21万人を超える。

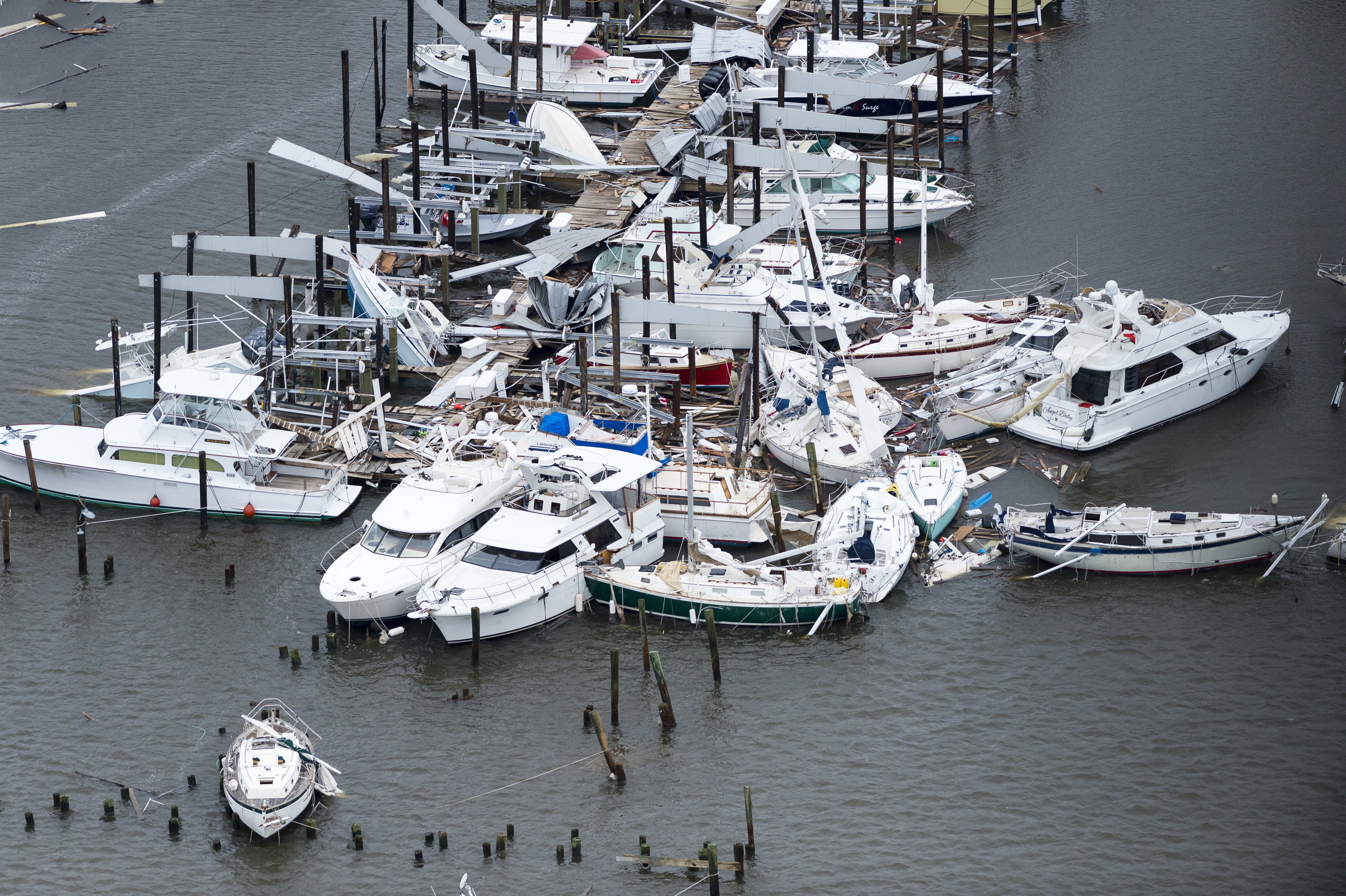
ハービーによるロックポート (テキサス州)のマリーナ損害状況。8月28日

ルイジアナ州のボートを所有しているボランティア団体のケイジャン・ネイビーは救助活動を支援するためテキサス州に向かった。
ヒューストン独立学区は同学区内の全生徒が2017年-18年までの間に昼食が無料で提供されるよう発表した。アメリカ合衆国教育省はハービーの被災者のために財政援助の条件を緩和し、学校に書類の必要条件が放棄できる権利を与えた。また、ハービーの影響でローンの返済に苦しんでいる借り手はローンサービスセンターに連絡するよう呼びかけた。
また、2003年の殺人により死刑判決が出た1人の受刑者は、法務部がハリケーンによる影響を受けているハリス郡に拠点を置いていることもあり、結果的に一時的ながら執行猶予付きとなった。
8月30日までにアメリカ全国の企業から共同で7200万ドル以上を、少なくとも42社が100万ドルを寄付している。また、プロスポーツチーム及びその選手・監督も被災者支援のための寄付を行っており、ヒューストン・アストロズは400万ドルの支援を約束したほか、ヒューストン・ロケッツの当時のオーナーであるレスリー・アレクサンダーも400万ドルを寄付している。ヒューストン・テキサンズのディフェンシブエンドJ・J・ワットは募金活動を行い、3700万ドルを寄付した。この功績が称えられ、2017年のNFL男優賞を受賞している。
テキサス・レンジャーズとテネシー・タイタンズはそれぞれ100万ドルを、ニューイングランド・ペイトリオッツも約100万ドルを赤十字社へ寄付することを約束した。多くのハリウッドスターも1000万ドルを寄付している。例として、サンドラ・ブロックは100万ドル寄付しており、レオナルド・ディカプリオはアメリカのハービー復旧基金に100万ドルを寄付している。
デル創業者のマイケル・デルはヒューストン出身であり、妻と設立した基金「en:Michael & Susan Dell Foundation」を通じて3600万ドルの寄付を表明した。
NFL・ヒューストン・テキサンズのJ・J・ワットは自身で10万ドルを寄付し、周囲に寄付を呼びかけて3700万ドル以上を集めた。
ドナルド・トランプ大統領自身も救援活動を行っている12団体に100万ドルを提供している。
レイチェル・レイはヒューストン地域の動物保護施設に総額100万ドル寄付している。

### 経済損失額
| 順位 | ハリケーン名             | 発生年 | 被害額     |
| ---- | ------------------------ | ------ | ---------- |
| 1    | ハリケーン・カトリーナ   | 2005年 | 1250億ドル |
| 1    | ハリケーン・ハービー     | 2017年 | 1250億ドル |
| 3    | ハリケーン・マリア       | 2017年 | 900億ドル  |
| 4    | ハリケーン・サンディ     | 2012年 | 650億ドル  |
| 5    | ハリケーン・イルマ       | 2017年 | 534億ドル  |
| 6    | ハリケーン・アイク       | 2008年 | 300億ドル  |
| 7    | ハリケーン・アンドリュー | 1992年 | 270億ドル  |
| 8    | ハリケーン・アイバン     | 2004年 | 205億ドル  |
| 9    | ハリケーン・ウィルマ     | 2005年 | 190億ドル  |
| 10   | ハリケーン・リタ         | 2005年 | 185億ドル  |

ムーディーズはハリケーン・ハービーによる経済損失額を810億ドルから1080億ドル以上と見積もった。経済損失額の大半は家屋や商業資産によるものである。
保険関連企業のエーオンは被保険者300億ドル含む1000億ドルと見積もり、2017年最も甚大な被害をもたらした災害とした。USAトゥデイは8月31日にAccuWeatherが発表した推定値を1900億ドルだと報じた。
9月3日にテキサス州知事グレッグ・アボットはハリケーン・カトリーナによるニューオーリンズの再建費用1200億ドルを上回る1500-1800億ドルと見積もっている。
Planayticsはヒューストン地域のレストランや小売業者の売上高を10億ドルと分析した。
テキサス州保険評議会はハリケーン・ハービーによる被保険者の損失額を190億ドルと推定した。これは全米洪水保険制度の洪水損失額の110億ドルと暴風雨損失額の30億ドルが含まれている。普通自動車や商用車の損失額は47億5000万ドルとなった。
2018年1月1日までに、全米洪水保険制度の適用額は85億ドルから95億ドルに対して76億ドルに達している。
ボール州立大学の経済学者であるマイケル・ヒックスとマーク・バートンはヒューストン都市圏だけでも1986億3000万ドルの損失を被ったと推定している。
ハリケーン・カトリーナの被害額は2017年の米ドルに換算すると1610億ドルとなり、ハリケーン・ハービーは1250億ドルで2番目に被害額の大きい熱帯低気圧となった。
保険未加入者によるものが損失額の過半数を占めている。
洪水保険の加入は100年に1度洪水が発生する危険性のある地域の住民に義務付けられているものの、執行ができず、該当地域の多くの家庭は洪水保険未加入である。
ヒューストン市含むテキサス州ハリス郡では全米洪水保険制度の加入率が15%に留まっている。隣接するガルベストン郡が41%、ブラゾリア郡が26%、チェンバーズ郡が21%と高めの方だが、依然として低いほうである 。
貯水池はん濫による家屋の損壊により、所有者が当局に訴訟を起こしている。

### 政府の対応

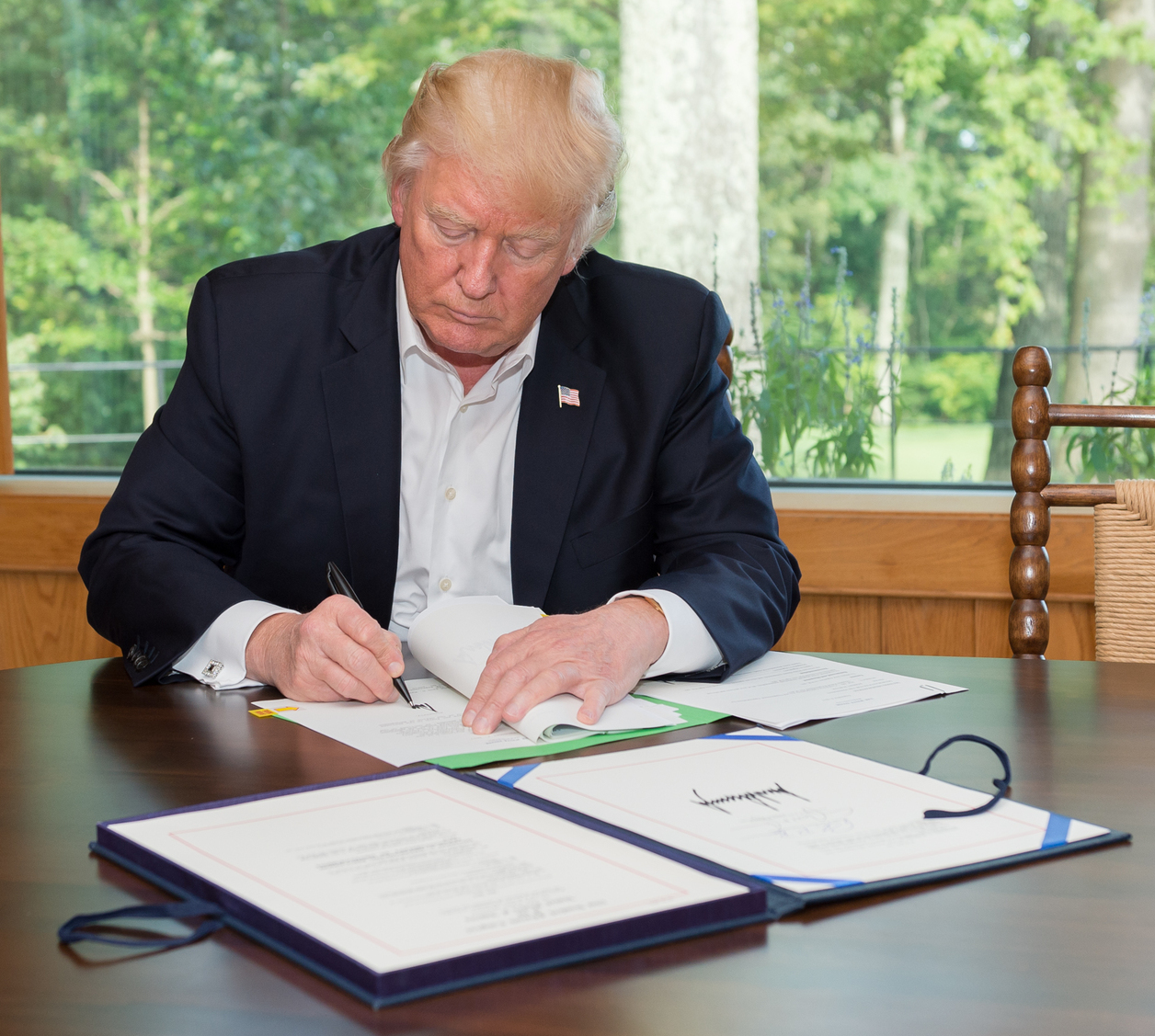
ハリケーン被災者支援に150億ドルを拠出する下院法案601に署名するトランプ大統領

トランプ大統領は9月8日に下院法案601に署名した。ハリケーン・ハービーの被災者支援・復旧活動のため150億ドルを拠出するといった内容である。

### 非政府組織の対応
アメリカ赤十字社・救世軍・アメリカメソジスト救済委員会(UMCOR)・湾岸災害救援会議・米国馬術連合・アメリカ愛護協会・コロンブス騎士会・アメリカカトリック慈善団体・アメリケア・アナキスト・オペレーションBBQレリーフ・多数の著名人・慈善団体など、支援活動を行った人物・団体は数多い。
ビジネスジェットも救助活動に用いられ、物資の供給も一役買った。
アマチュア無線緊急サービスもテキサス南部のアメリカ赤十字社に通信回線を提供した。
支援活動を行ったのは企業も例外ではない。オペレーションBBQレリーフは地元の住人・企業の協力もあり、ボランティア・被災者のための食事提供を行った。
同団体は少なくとも45万食を提供していると推定している。2017年8月27日には1日2万5000-3万食を提供したと推定される。
2017年8月27日、KSLテレビ・ラジオとKSFI、KRSP-FMは被災者支援のため募金活動を行った。ピーター・ライリー・ハンツマンは1ドルの募金ごとに1ドルを追加で寄付することに同意した。目標としていた10万ドルは8月末までに集まった。次は100万ドルを目標とした。

### 他国の対応
- シンガポール シンガポール空軍からCH-47をハリケーンの被災地に派遣した[137]。
- イスラエル インフラ復旧のため100万ドルの支援を約束した[138]。
- メキシコ メキシコ赤十字社よりコアウイラ州から消防士を、グアナフアト州より救助隊をヒューストンに派遣した[139]が、2017年9月9日にハリケーン・カティアが上陸すると撤収させた[140]。
- ベネズエラ コーパス・クリスティー都市圏の精製所を運営するシットゴーに500万ドルを寄付した[141]。

### 健康・環境問題

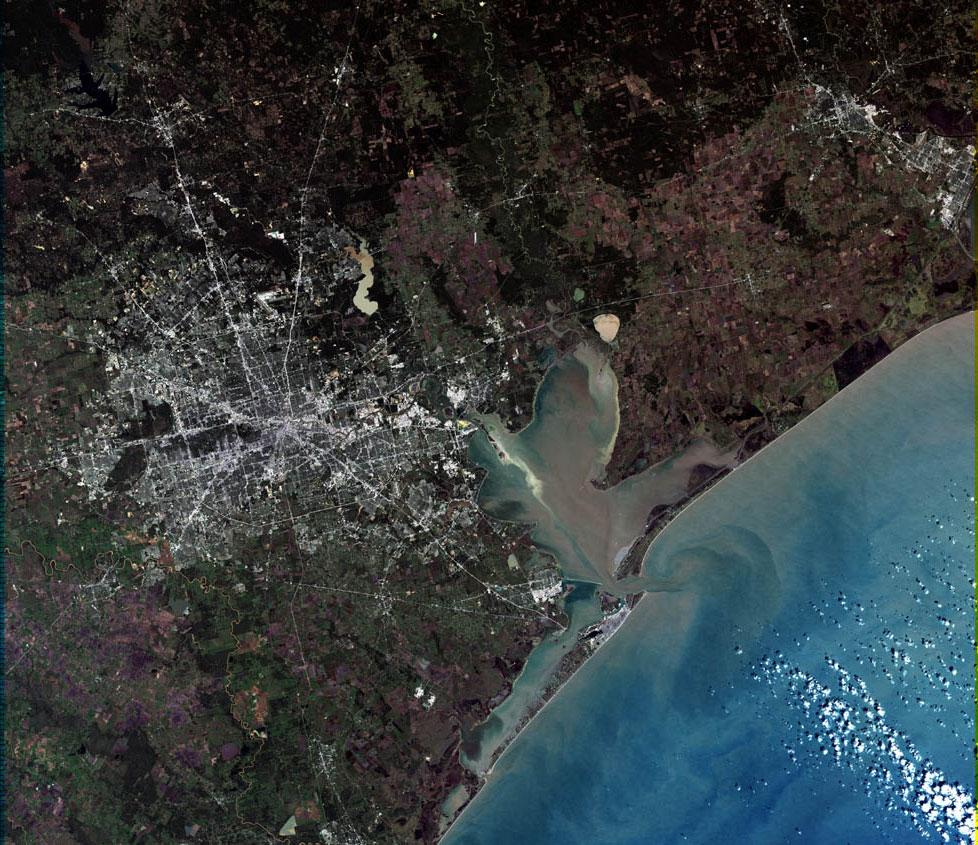
ヒューストンの非常に平坦な地形は、洪水発生が問題となる。(シミュレーション画像)

ヒューストン保険局は何百万とある汚染物質が洪水の水に含まれていると述べている。大腸菌群のコロニー形成単位を測定した結果、非常に高い濃度が示され、壊死性筋膜炎の危険性があるとした。
関係者はヒューストンの飲料水や下水は極端に汚れていないと述べているが、ルイジアナ州立大学研究者の推定ではハリケーン・ハービーの影響を受けたテキサス州の38郡の住民数十万人が所有している井戸水を利用しているとした。